# فیدل راموس
فیدل والدز راموس (به انگلیسی: Fidel Ramos) (۱۸ مارس ۱۹۲۸ – ۳۱ ژوئیهٔ ۲۰۲۲) دوازدهمین رئیس‌جمهور فیلیپین از ۱۹۹۲ تا ۱۹۹۸ بود.راموس به دلیل جدا شدن از حکومت فردیناند مارکوس، به هنگام ریاست نیروی پلیس ملی و تسریع خیزش مردمی منجر به سقوط او در سال ۱۹۸۶، به عنوان قهرمان ملی فیلیپین شناخته می‌شود.